# Rdestnica Berchtolda
Rdestnica Berchtolda (Potamogeton berchtoldii Fieber) – gatunek rośliny z rodziny rdestnicowatych. Występuje na półkuli północnej w strefie klimatów umiarkowanych.
W Polsce rośnie w rozproszeniu na terenie całego kraju. Stanowiska tej rdestnicy sięgają wysoko: jej okazy znaleziono w Tatrach m.in. w Małym Morskim Oku i Małym Żabim Oku (zbiorniki w grupie Rybich Stawków, ok. 1390 m n.p.m.), a w Morskim Oku (1395 m n.p.m.) gatunek ten tworzy niewielkie płaty przybrzeżnych, podwodnych łąk.

## Morfologia
ŁodygaO długości 20-100 cm, rozgałęziona w górnej części.
LiścieZanurzone, jednakowe, równowąskie, siedzące, wielonerwowe, o szerokości 0,5-3 mm. Liście u nasady sieciowato unerwione. Nerwy boczne łączą się z nerwem środkowym pod kątem prostym, 0,5-1 mm pod szczytem. Nerw środkowy otoczony przez kilka rzędów podłużnych, prześwitujących komórek. Węzły na łodydze z dwoma guzkami. Języczek liściowy otwarty, podwinięty.
KwiatyZebrane w kłosy. Szypuły dwa-trzy razy dłuższe od kłosa.
OwocUkośnie elipsoidalny, z kilem na grzbiecie i wycięciem na stronie brzusznej.

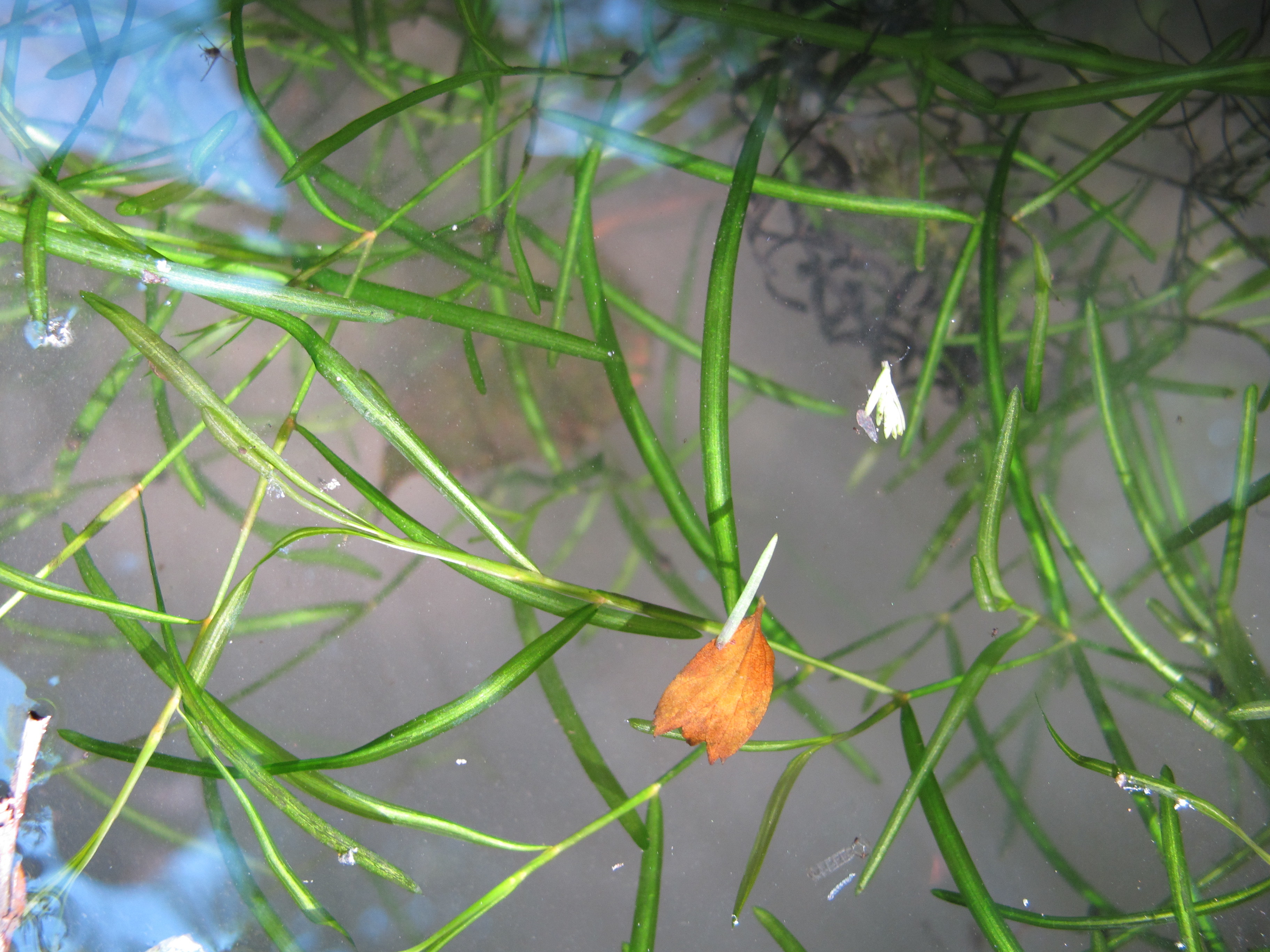
Pędy z liśćmi
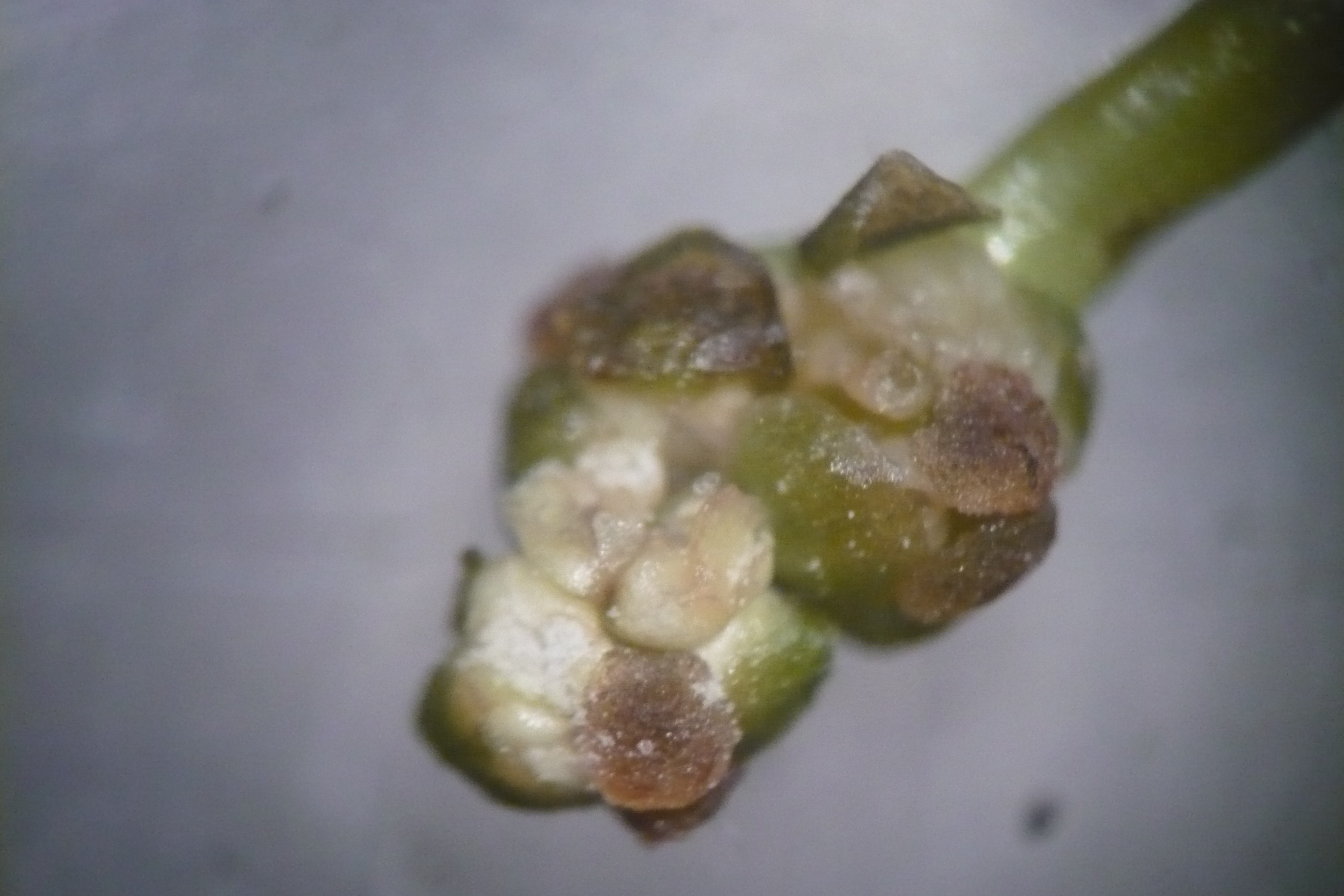
Owoce

## Biologia i ekologia
Bylina, hydrofit. Kwitnie od lipca do września. Rośnie w wodach. Liczba chromosomów 2n =26.

## Zagrożenia i ochrona
Roślina umieszczona na polskiej czerwonej liście w kategorii DD (stopień zagrożenia nie może być określony).
W całym swym zasięgu gatunek uznany został za niezagrożony – na czerwonej liście gatunków zagrożonych IUCN zaliczony został do gatunków najmniejszej troski (LC).